# Transcendent
A Transcendent az Omega Trans and Dance című albumának angol nyelvű változata, helyenként eltérő zenei anyaggal. Szólóénekesként a magyar származású, holland Edwin Balogh közreműködött, Kóbor János csak vokálozott.

## Kiadásai
- 1996 CD
- 2015 – a Heavy Nineties válogatásalbum tartalmazza az album teljes anyagát, más angol felvételek mellett. A dalok egy részében Kóbor János énekhangja került előtérbe Edwin Baloghgal szemben. A Decades CD-box részeként és önállóan is megjelent.

### Kapcsolódó kislemezek
- Break the Chain / Tower of Babel CD, 1996
- Tower of Babel CD, 2004

## Dalok
1. Overture (Nyitány) (Mihály Tamás) nem azonos az 1978-ban megjelenttel
2. Silent Garden (Égi harangok) (Mihály Tamás – Várszegi Gábor, Horváth Attila, Edwin Balogh)
3. Castles of Reality (Az álmodozó) (Presser Gábor – Sztevanovity Dusán, Horváth Attila, Edwin Balogh)
4. Break the Chain (Minden könnycseppért kár) (Presser Gábor – Sztevanovity Dusán, Horváth Attila, Edwin Balogh)
5. Tower of Babel (Babylon – áthangszerelt változat) (Omega – Trunkos András, Ambrózy István)
6. The Ocean (Bíbor hajnal) (Molnár György – Várszegi Gábor, Horváth Attila, Edwin Balogh)
7. Tomorrow (Levél – Poste restante) (Kóbor János – Sülyi Péter)
8. Sight by Sight (Égi szerelem) (Mihály Tamás – Várszegi Gábor, Horváth Attila, Edwin Balogh)
9. Returning to the Garden (A kereszt-út vége) (Mihály Tamás, Trunkos András – Várszegi Gábor, Horváth Attila, Edwin Balogh)

## Az együttes tagjai
- Benkő László – billentyűs hangszerek
- Debreczeni Ferenc – dob, ütőhangszerek
- Kóbor János – vokál
- Mihály Tamás – basszusgitár, szintetizátor
- Molnár György – gitár

Közreműködött:
- Edwin Balogh – ének
- Presser Gábor – billentyűs hangszerek
- Szekeres Tamás – gitár
- Tisza Bea – vokál